# Simulium rangeli
Simulium rangeli är en tvåvingeart som beskrevs av Ramirez-perez, Rassi och Ramirez 1977. Simulium rangeli ingår i släktet Simulium och familjen knott.
Artens utbredningsområde är Venezuela. Inga underarter finns listade i Catalogue of Life.